# Morruzze
Morruzze is een plaats (frazione) in de Italiaanse gemeente Baschi.